# Schriftpsychologie
Die Schriftpsychologie als Grundlagendisziplin der Handschriftenanalyse erforscht die psychologischen, physiologischen, schreibtechnischen und sozialen Entstehungsbedingungen handschriftlicher Schreibleistungen mit erfahrungswissenschaftlichen Methoden. Sie findet in der Graphologie und als Teildisziplin der Schriftvergleichung Verwendung.

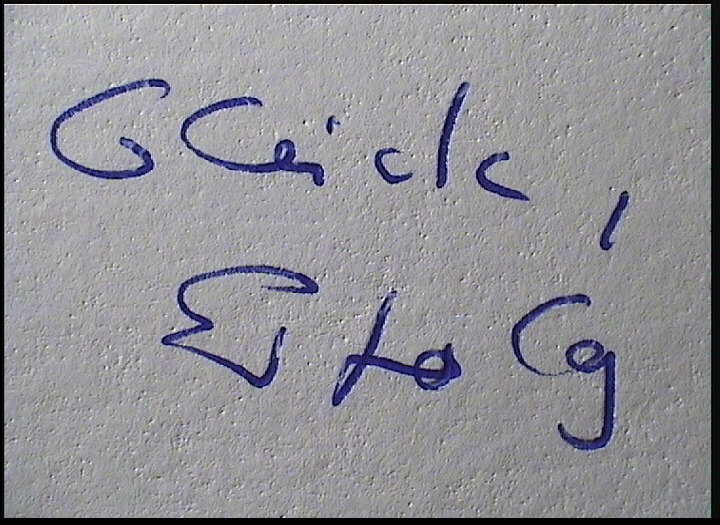
Individuelle Handschrift

## Begriff
Im deutschen Sprachraum seit einigen Jahrzehnten neben dem Begriff Graphologie auch der Begriff Schriftpsychologie verwendet. Graphonomics ist der entsprechende Begriff im internationalen Bereich: Eine interdisziplinäre Disziplin zur wissenschaftlichen Erforschung des Schreibens, der Handschrift und anderer graphischer Fertigkeiten.
Der Begriff Schriftpsychologie hat sich in Abgrenzung zur traditionellen Graphologie aus zwei Gründen entwickelt: Einerseits ist die fehlende empirische Fundierung der traditionellen Graphologie kritisiert worden. Andererseits sollte die Fixierung der traditionellen Graphologie auf Charaktereigenschaften überwunden und die Erforschung des Schreibens und der Handschrift aus unterschiedlichen Perspektiven ermöglicht werden.
Dabei haben Schriftpsychologie und Graphologie teilweise auch denselben Untersuchungsgegenstand: Die traditionelle Graphologie schließt von der Handschrift auf Charaktereigenschaften des Schreibers. Die Schriftpsychologie prüft, inwieweit ein Rückschluss aus der Handschrift auf Persönlichkeitseigenschaften möglich ist. Dabei sind Validitätsuntersuchungen wichtig.
Im Unterschied zur traditionellen Graphologie hebt die heutige Schriftpsychologie folgende Aspekte hervor:
Schriftpsychologie betont die Notwendigkeit empirischer Forschung.
Empirische Forschung setzt klare Definitionen von Schriftmerkmalen und Persönlichkeitseigenschaften voraus.
Persönlichkeitsbeschreibungen basieren auf Ausprägungsgraden von Eigenschaften und nicht auf unskalierten charakterologischen Begriffen.
Der Schriftpsychologie geht es nicht allein um Diagnostik, sondern vor allem auch um psychologische Beratung im Rahmen eines konkreten Auftrags bzw. Klientenanliegens.
Schriftpsychologie gewährleistet Transparenz, legt Methoden offen und bezieht Betroffene in den Beurteilungs- und Beratungsprozess ein.
Schriftpsychologie orientiert sich an den Methoden der modernen Psychologie.

## Empirische Forschung und Praxis
Schriftpsychologie setzt tatsächliche empirische Forschung voraus, wie das im Lauf der Geschichte der Graphologie und der Schriftvergleichung auch immer wieder geschehen ist und auch heute noch erfolgt. Zu den Forschungsaufgaben der Schriftpsychologie gehören die physiologischen Grundlagen des Schreibens, kulturelle und soziale Determinanten der Schriftentwicklung, Entwicklungspsychologie der Handschrift, äußere Schreibbedingungen, schreibtechnische Aspekte, innere Schreibbedingungen wie die Motivation oder die situative psychophysiologische Verfassung, Schreibbewegungstherapie und persönlichkeitspsychologische Forschung. Zu allen Gebieten gibt es umfangreiche Literatur.
Die Ergebnisse schriftpsychologischer Forschungen können in der Praxis in vielfältigen Bereichen genutzt werden. Insbesondere kann hier auf die Schreibbewegungstherapie und die psychologische Beratung zu Persönlichkeitsentwicklung, Partnerschaftsberatung, Erziehungsberatung und Personalberatung hingewiesen werden.
Schriftpsychologie setzt eine ethisch verantwortungsvolle Praxis voraus, wozu eine Theorie schriftpsychologischer Beratung gehört. Eine Unterscheidung zwischen wertvollen und weniger wertvollen Menschen wie zur Zeit von Klages ist nicht akzeptabel.

## Schriftpsychologie bei verschiedenen Autoren
Insbesondere Teut Wallner sah bereits in den 1960er Jahren die Notwendigkeit, die Graphologie wissenschaftlich besser zu fundieren und postulierte den Begriff Schriftpsychologie als Abgrenzung zur herkömmlichen Graphologie: Schriftpsychologie und Graphologie werden heute oft als Synonyme verwendet, obwohl sie sich – was die wissenschaftlichen Anforderungen angeht – deutlich unterscheiden: Seit den 60er Jahren wird die Schriftpsychologie in Abgrenzung zur Graphologie als empirisch fundierte und kontrollierte Methode der Handschriftendiagnostik entwickelt.
Nicht alle Autoren schließen sich der Wallnerschen Abgrenzung an, sei es, dass sie die Begriffe Graphologie und Schriftpsychologie gleichsinnig verwenden, oder dass sie die Abgrenzung anders vornehmen.
So hat sich Lothar Michel 1984 für eine Schriftpsychologie als Grundlagendisziplin ausgesprochen. Im Unterschied zu Wallner ging es Michel aber nicht um Handschriftendiagnostik oder persönlichkeitspsychologische Diagnostik, sondern um die Erforschung der Entstehungsbedingungen der Handschrift. Graphologische Deutungen oder schriftpsychologische Interpretationen wollen aus dem Ausdruck der Handschrift Aspekte der Persönlichkeit des Schreibers erfassen. Schriftpsychologie als Grundlagendisziplin ist demgegenüber umfassender und will auch solche Entstehungsbedingungen der Handschrift erforschen, die nicht unmittelbar etwas mit der Persönlichkeit des Schreibers zu tun haben wie beispielsweise Schulvorlagen, Erkrankungen, schreibtechnische Aspekte.
Angelika Seibt hat 1994 den Begriff „Schriftpsychologie“ aus einer Gegenüberstellung graphologischer und graphometrischer Methoden entwickelt und dabei die Forderung der Voraussetzungslosigkeit des graphometrischen Ansatzes kritisiert. Nur auf der Basis einer theoretisch fundierten Hypothesenbildung ist empirische Forschung sinnvoll. Zugleich lässt sich die schriftpsychologische Beratungspraxis nicht umfassend durch empirische Forschung begründen. Eine Methodenkombination ist notwendig.
Christian Dettweiler sah 1997 eine Weiterentwicklung von der Graphologie hin zur Schriftpsychologie. Er entwickelte im Laufe seiner Tätigkeit als Psychologe, Graphologe und Psychotherapeut auf dem Hintergrund seiner naturwissenschaftlichen Ausbildung die These Psychoanalytisch fundierte dynamische Schriftpsychologie soll wie die Psychoanalyse selbst auch hier verstanden werden als eine Wissenschaft vom dynamischen Unbewussten unter Einbeziehung der Gesetzmäßigkeit von Übertragung, Gegenübertragung und Widerstand.
In einer Einführung in die Schriftpsychologie 2017 von Angelika Seibt sind methodische Aspekte zentral. Handschrift wird als Körpersprache verstanden, in der sich Absichten und Emotionen ausdrücken. Regeln der Interpretation werden aufgezeigt sowie Schriftmerkmale und Persönlichkeitseigenschaften definiert.

## Unterscheidungen

### Unterscheidung von Schriftpsychologie und Graphometrie
Graphometrie versteht sich als objektivierte und von theoretischen Voraussetzungen befreite Graphologie. Ihr methodisches Schwergewicht liegt auf quantitativen Techniken, mit deren Hilfe Zusammenhänge zwischen Variablen der Handschrift und Variablen der Persönlichkeit empirisch exakt ermittelt werden sollen. Ein Beispiel graphometrischer Forschung liefert Teut Wallner.
Im Unterschied zur Schriftpsychologie will Graphometrie voraussetzungslos forschen. Außerdem wird oft nur ein möglicher Zusammenhang zwischen Handschrift und Persönlichkeit thematisiert.

### Unterscheidung von Graphologie, Schriftpsychologie und forensischer Schriftvergleichung
In der forensischen Schriftvergleichung ist eine sehr sorgfältige Unterscheidung zwischen Graphologie und Schriftpsychologie erforderlich. Lothar Michel fordert zu Recht, dass in die schriftvergleichende Befunderhebung und in die Befundbewertung keine graphologischen Deutungen eingehen dürfen.
Die forensische Schriftvergleichung basiert auf vergleichenden und naturwissenschaftlich-technischen Untersuchungsverfahren. Für die Befundbewertung sind aber auch schriftpsychologische
Forschungen relevant.
In der forensische Schriftvergleichung werden physiologische Grundlagen des Schreibens, kulturelle und soziale Determinanten der Schriftentwicklung sowie äußere und innere Schreibbedingungen berücksichtigt. Persönlichkeitspsychologie bzw. die Frage nach einem Zusammenhang zwischen Handschrift und Persönlichkeit ist demgegenüber irrelevant. Die empirische Forschung hat bisher keinen möglichen Zusammenhang zwischen Handschrift und Persönlichkeit bestätigt – siehe Graphologie.

## Fazit
Unter „Schriftpsychologie“ wird eine erfahrungswissenschaftliche Methode der Handschriftenuntersuchung verstanden. Im internationalen Kontext hat sich hierfür der Begriff „Graphononics“ etabliert.
In der Praxis hat sich allerdings bis heute keine klare Unterscheidung von „Graphologie“ und „Schriftpsychologie“ durchgesetzt: Der Begriff „Schriftpsychologie“ wird häufig mit dem Begriff „Graphologie“ gleichgesetzt, vermutlich weil inzwischen auch die Graphologen eine erfahrungswissenschaftliche Fundierung begrüßen.